# Schiermonnikoog
Schiermonnikoog [anhörenⓘ] (deutsch „Insel der grauen Mönche“; westfriesisch Skiermûntseach, im lokalen westfriesischen Dialekt Schiermonnikeich) ist eine der Westfriesischen Inseln. Mit 16 mal 4 Kilometern ist sie die kleinste der fünf bewohnten niederländischen Waddeneilanden (deutsch „Wattinseln“). Sie zählt 968 Einwohner (Stand 1. Januar 2025) und wurde 2006 von der Nederlandse Christelijke Radio-Vereniging zum „schönsten Ort der Niederlande“ ernannt.

## Geschichte

### Insel der grauen Mönche

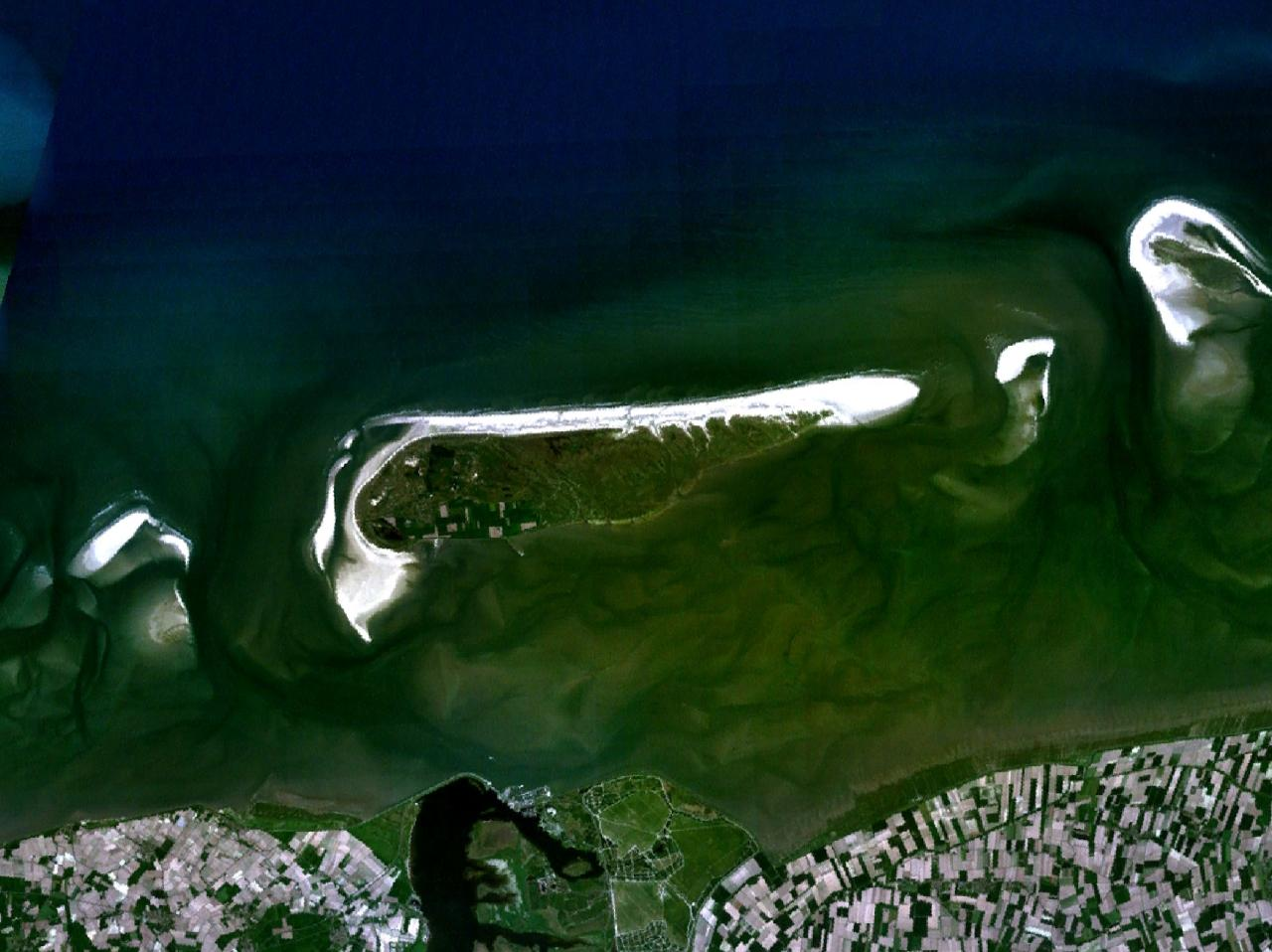
Satellitenaufnahme der Insel

Die Insel entstand vor weit über 1000 Jahren. Als Wattinsel hat sie sich in Form und Umfang stark verändert. Daher sind die ältesten Teile der heutigen Insel nur ungefähr 800 Jahre alt. Wann und von wem Schiermonnikoog zum ersten Mal besiedelt wurde, ist nicht bekannt.
Der Name „Schiermonnikoog“ taucht zum ersten Mal in einer Urkunde des holländischen Grafen Philipp der Gute auf. Dieses Dokument aus dem Jahr 1440 beweist, dass die Insel dem Abt des friesischen Klosters Klaarkamp in Rinsumageest bei Dokkum gehörte. Die Zisterziensermönche trugen graue Kutten. Diesem Umstand verdankt die Insel ihren Namen: Im Westfriesischen bedeutet schier „grau“, monnik „Mönch“ und oog „Insel“ – „Insel der grauen Mönche“. Ein solcher Mönch ziert das Wappen der Insel und seit 1961 erinnert im Dorf eine Bronzestatue des niederländischen Künstlers Martin van Waning an die Mönche.

### Beschlagnahmung und Privatbesitz

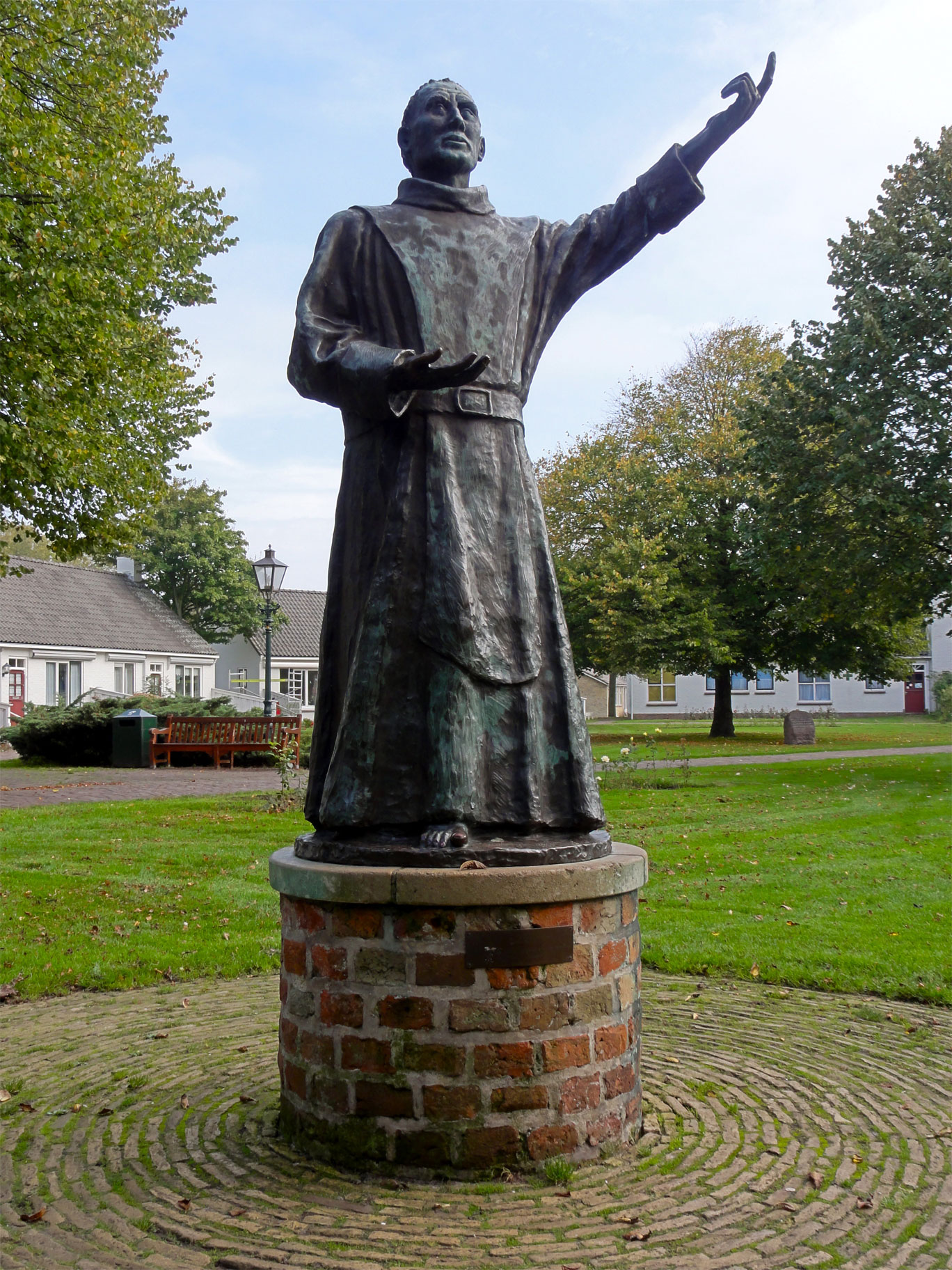
Der graue Mönch von Martin van Waning

Die Besitztümer des Klosters wurden 1580, als sich in Friesland die Reformation durchsetzte, von der Verwaltung der Provinz beschlagnahmt. Die Provinz verpachtete die Grundstücke weiter. Im Jahr 1638 war Friesland jedoch mit den Zahlungen für den Krieg der niederländischen Republik so in Rückstand geraten, dass etliche Klostergüter verkauft werden mussten. Zu diesen gehörte auch Schiermonnikoog. Im Jahr 1640 erwarb der Kaufmann Johan Stachouwer, der aus Amsterdam stammte, nach zwei Vorbesitzern die Insel. Sie blieb auch in der Folgezeit, wie Ameland, eine Erbherrschaft. Für Johan Stachouwer war der Kauf von Schiermonnikoog eine Geldanlage. Die Verwaltung wurde in seinem Namen von einem Drost und vier Bürgermeistern ausgeübt. Im 18. Jahrhundert ergaben sich zwischen der Familie Stachouwer und dem Groninger Regentengeschlecht Tjarda van Starkenborgh Eheverbindungen; daraus entstand der Name Tjarda van Starkenborgh Stachouwer. Etwa ab 1720 wurde das heutige Dorf Schiermonnikoog quasi am Reißbrett geplant und errichtet, da das erste Dorf (Westerburen, etwa zwei Kilometer weiter westlich) durch die stetige Erosion an der Westkante der Insel schließlich zerstört wurde. Das älteste auf der Insel erhaltene Haus datiert von 1721. Erste Deiche wurden 1767 errichtet. Die Leuchttürme Noordertoren und Zuidertoren wurden 1853 erbaut. In der französischen Zeit verlor die Familie Stachouwer den größten Teil ihrer herrschaftlichen Rechte. Sie blieb jedoch Besitzer des Grund und Bodens.

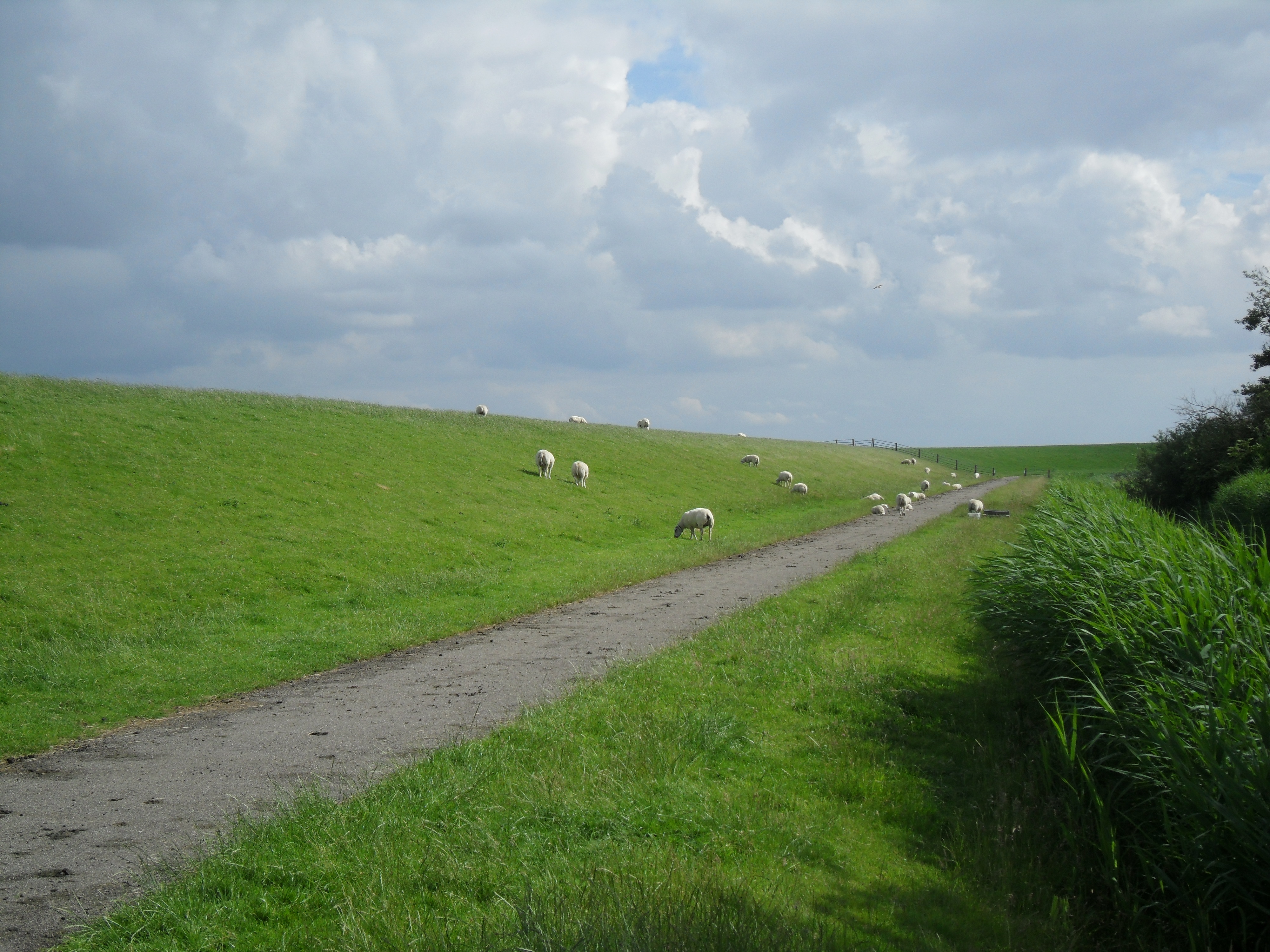
Deich mit Schafen

### Erster Aufschwung und Niedergang des Tourismus
1858 oder 1859 wurde die Insel an John Eric Banck aus Den Haag verkauft, der 1860 durch Eindeichung dem Wattenmeer einen 260 Hektar großen Polder abgewann. Banck begründete den Tourismus auf der Insel, indem er Schiffsverbindungen nach Groningen und Zimmervermietungen organisierte sowie einen Strandpavillon bauen ließ. Denn für die Inselbewohner war es immer schwieriger geworden, von Fischerei und Seefahrt zu leben, die Einwohnerzahl war folglich stark gesunken. Im Jahr 1866 wurde Schiermonnikoog zum Seebad erklärt; bis Banck 1881 einen größeren Pavillon und neue Wege bauen ließ, die von so genannten Badekutschen befahren werden konnten, verirrten sich jedoch nur wenige Gäste auf die Insel. Banck eröffnete 1887 mit Hilfe von Investoren ein neues Badhotel am Strand nördlich des Dorfes, verkaufte dann die Insel aber 1892 oder 1893 an den deutschen Grafen Berthold Hartwig Arthur von Bernstorff-Wehningen. Seine Familie förderte den Tourismus trotz der Bemühungen des 1899 gegründeten Fremdenverkehrsvereins und des traditionsreichen Hotels Van der Werff im Dorf kaum und wenig bereitwillig weiter. Drei Generationen lang blieb die Insel im Besitz der Familie; in ihre Zeit fallen zwar die Anlage eines Friedhofs für Schiffbrüchige und Soldaten um 1920 und der Bau des ersten Schiffsanlegers 1927 (heute ein Jachthafen). Mit dem Verlust des Badhotels an das Meer und mit den Weltkriegen – trotz einer deutlichen Erholung zwischen den Kriegen – kam der Fremdenverkehr aber praktisch zum Erliegen.

### Im Zweiten Weltkrieg
Während des Zweiten Weltkriegs errichteten die deutschen Besatzer in den Dünen unter anderem mehrere Bunker als Teil des Atlantikwalls. Einer davon, der seitdem Wasserman genannte Bunker, war als Fundament für das gleichnamige Radargerät angelegt worden. Unter dem Codenamen Schlei bauten die Besatzer nordöstlich des Ortes, am Ende des heutigen Prins-Bernhard-Wegs, eine Art Bunkerdorf mit Radarposten, Flakgeschützen und getarnten Baracken; außerdem legten sie eine Schmalspurbahn an. Die Wehrmachtsbesatzung unter dem (letzten) Inselkommandanten Kapitänleutnant Wittko umfasste 600 Mann.
Als im April 1945 der Norden der Niederlande von kanadischen Truppen befreit wurde, flüchtete eine Gruppe von etwa 130 SS-Leuten nach Schiermonnikoog. Es handelte sich um das SD-Personal des berüchtigten Scholtenhuis in Groningen. Erst am 11. Juni wurden die letzten 730 Deutschen auf Schiermonnikoog abgeführt. Die 130 SD-Leute wurden vor Gericht gestellt und bestraft. Nach dem Krieg wurde die Insel 1945 vom Königreich der Niederlande als Vijandelijk Vermogen (feindliches Vermögen) beschlagnahmt; die Familie von Bernstorff wurde enteignet und floh.

### Schiermonnikoog heute
Seit den 1960er Jahren ist Schiermonnikoog eine beliebte Urlaubsinsel (heute ca. 300.000 Besucher pro Jahr) mit einem Badestrand, der bis zu einem Kilometer breit ist und damit zu den breitesten Badestränden Europas zählt. Die Hauptstraße – Lange Streek – ist gesäumt von Backsteinhäusern aus dem 18. Jahrhundert. Ebenfalls erhalten sind das Gutshaus Rijsbergen am Dorfrand und das alte Rathaus im Ortskern, die heute beide als Hotels genutzt werden. Schiermonnikoog verfügt über die übliche touristische Infrastruktur mit Unterkünften, Camping, Restaurants, Läden, Museen, Veranstaltungen, Aktivitäten und einer Fähranbindung nach Lauwersoog. Besucher können zwar keine Autos mit auf die Insel nehmen, es existieren jedoch Fahrradverleihe, Taxis, Busdienste einiger Hotels und fünf von Qbuzz betriebene Buslinien.

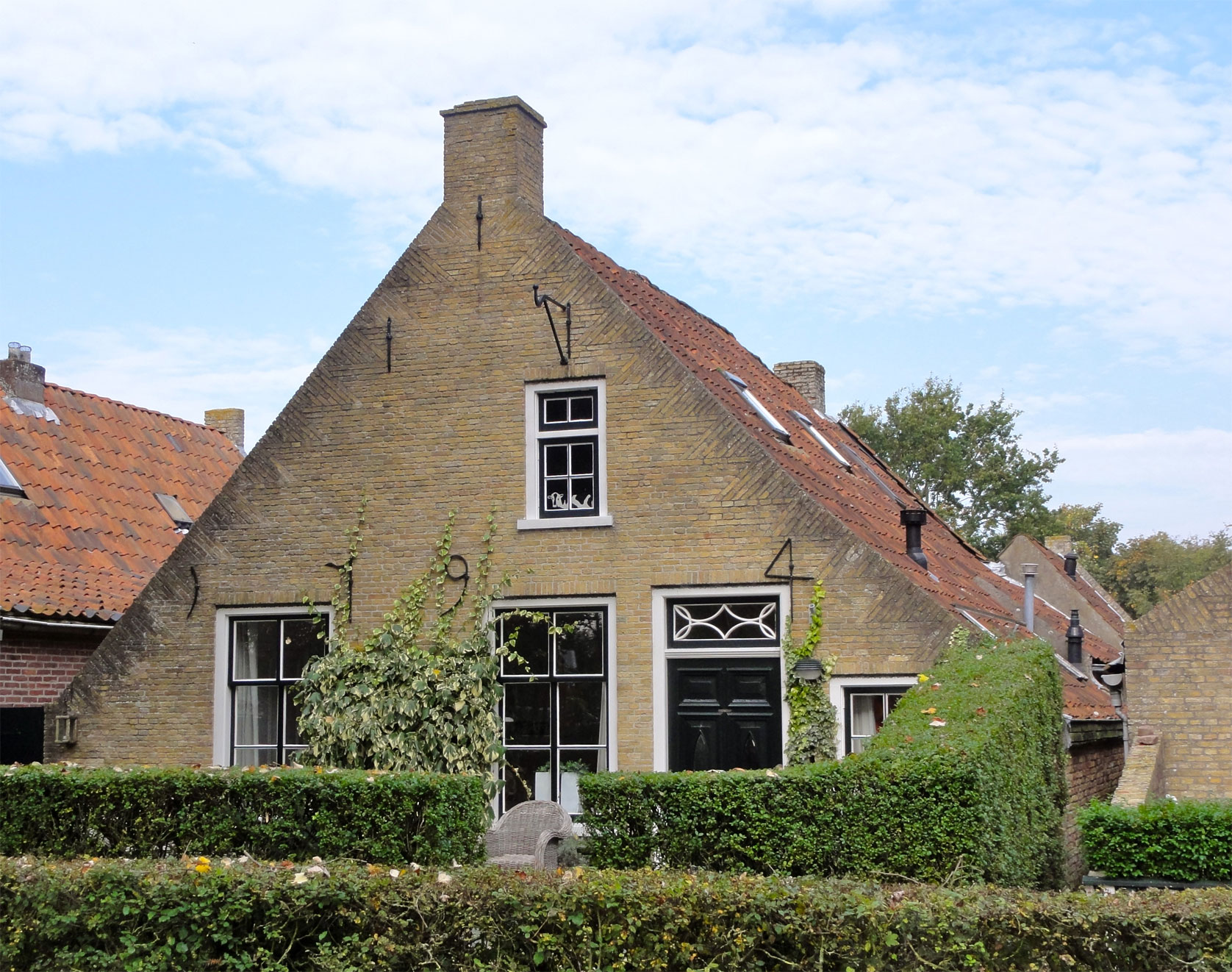
Haus an der Lange Streek

Im Jahre 2005 schlossen die Provinzen Groningen und Friesland ein Übereinkommen, in dem festgelegt wurde, dass die gesamte Fläche der Insel Schiermonnikoog weiterhin zu Friesland gehört. Dies wurde nötig, da die Insel durch Sandanspülungen weiter nach Osten gewachsen ist und ihre Ostspitze sonst im Bereich der Provinz Groningen läge. Durch den Vertrag wurde die Seegrenze zwischen Friesland und Groningen nach Osten verlegt. Schiermonnikoog hat sich in den letzten Jahren so weit nach Osten vorgeschoben, dass der östliche Teil an der Stelle der 1717 während der Weihnachtsflut versunkenen Insel Bosch liegt.

## Nationalpark Schiermonnikoog

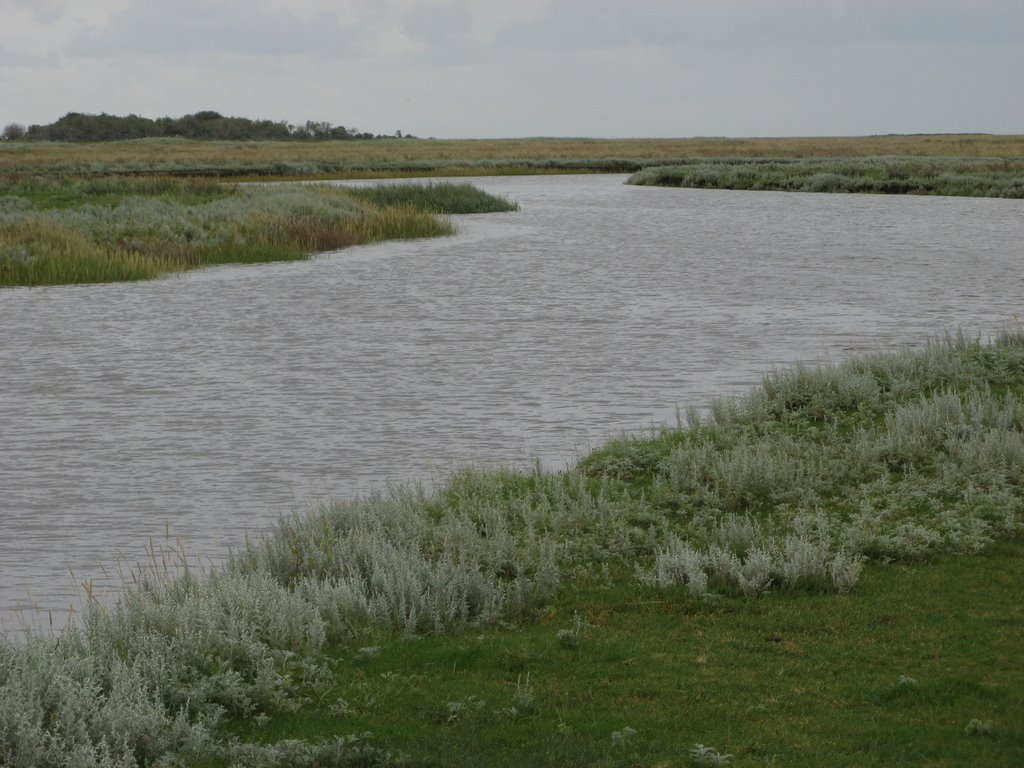
Salzwiese

Im Jahr 1989 wurden das Wattenmeer und rund 5.400 Hektar der Insel als Nationalpark ausgewiesen. Das Gebiet umfasst Strände, das Watt, Dünen, Salzwiesen und den kleinen See Westerplas, der bis 1965 noch eine Salzwiese war, aber durch einen künstlichen Dünenrücken vom Meer abgetrennt wurde und nun die einzige Süßwasserstelle auf der Insel darstellt. Die östliche Hälfte der Insel ist Vogelschutzgebiet und von April bis Juli teilweise gesperrt. Auch ein Wald gehört zum Gebiet des Nationalparks. Der letzte Privatbesitzer Graf von Bernstorff ließ ihn zwischen 1910 und 1920 als Nadelwald anlegen, da Nadelholz damals im Bergbau sehr gefragt war. Inzwischen wurden die Nadelbäume weitgehend durch Laubbäume, hauptsächlich Birken, verdrängt und es ist ein Mischwald entstanden.
Auf der Insel ist ein Besucherzentrum eingerichtet, das in einer Ausstellung über die Landschaftstypen der Insel informiert und geführte Exkursionen in den Nationalpark anbietet. Neben Wanderungen und Fahrradtouren können auch Busfahrten am Strand (Balgexpres), Kutschfahrten oder Bootstouren unternommen werden.
Das Dorf, der Bancks-Polder, die Umgebung des Dorfes mit Eisbahn, Campingplatz und dem Berkenplas sowie das Dünengebiet im Norden des Dorfes gehören nicht zum Nationalpark. Auf dem Polder sind Milcherzeuger angesiedelt, an einigen Stellen wird Mais angebaut. Hier überwintern große Verbände von Ringel- und Weißwangengänsen.

## Politik

### Sitzverteilung im Gemeinderat
Der Gemeinderat von Schiermonnikoog formiert sich wie folgt:
| Partei                          | Sitze | Sitze | Sitze | Sitze | Sitze | Sitze | Sitze | Sitze | Sitze | Sitze | Sitze |
| Partei                          | 1982  | 1986  | 1990  | 1994  | 1998  | 2002  | 2006  | 2010  | 2014  | 2018  | 2022  |
| ------------------------------- | ----- | ----- | ----- | ----- | ----- | ----- | ----- | ----- | ----- | ----- | ----- |
| Ons Belang                      | –     | –     | 1     | 3     | 4     | 3     | 3     | 3     | 4     | 3     | 4     |
| Samen voor Schiermonnikoog a    | 2     | 2     | 2     | 2     | 3     | 3     | 3     | 3     | 2     | 4     | 3     |
| Schiermonnikoogs Belang         | 2     | 1     | 2     | 2     | 1     | 3     | 3     | 2     | 1     | 2     | 2     |
| Democraten Schiermonnikoog 2010 | –     | –     | –     | –     | –     | –     | –     | 1     | 2     | –     | –     |
| Liberaal Schiermonnikoog        | 3     | 3     | 1     | 2     | 1     | –     | –     | –     | –     | –     | –     |
| Schiermonnikoger Volkspartij    | –     | 1     | 1     | –     | –     | –     | –     | –     | –     | –     | –     |
| Gesamt                          | 7     | 7     | 7     | 9     | 9     | 9     | 9     | 9     | 9     | 9     | 9     |

Anmerkungen

### Bürgermeister
Seit dem 26. September 2017 ist Ineke van Gent (GroenLinks) amtierende Bürgermeisterin der Gemeinde. Zu ihrem Kollegium zählen die Beigeordneten Johan Hagen (Samen voor Schiermonnikoog), Erik Gerbrands (Schiermonnikoogs Belang) sowie der Gemeindesekretär Peter Küppers.

## Kirchen
Auf Schiermonnikoog gibt es folgende Kirchengebäude:
- Grote Kerk oder Got Tjark (protestantisch)
- Sint Egbertkapel (katholisch)

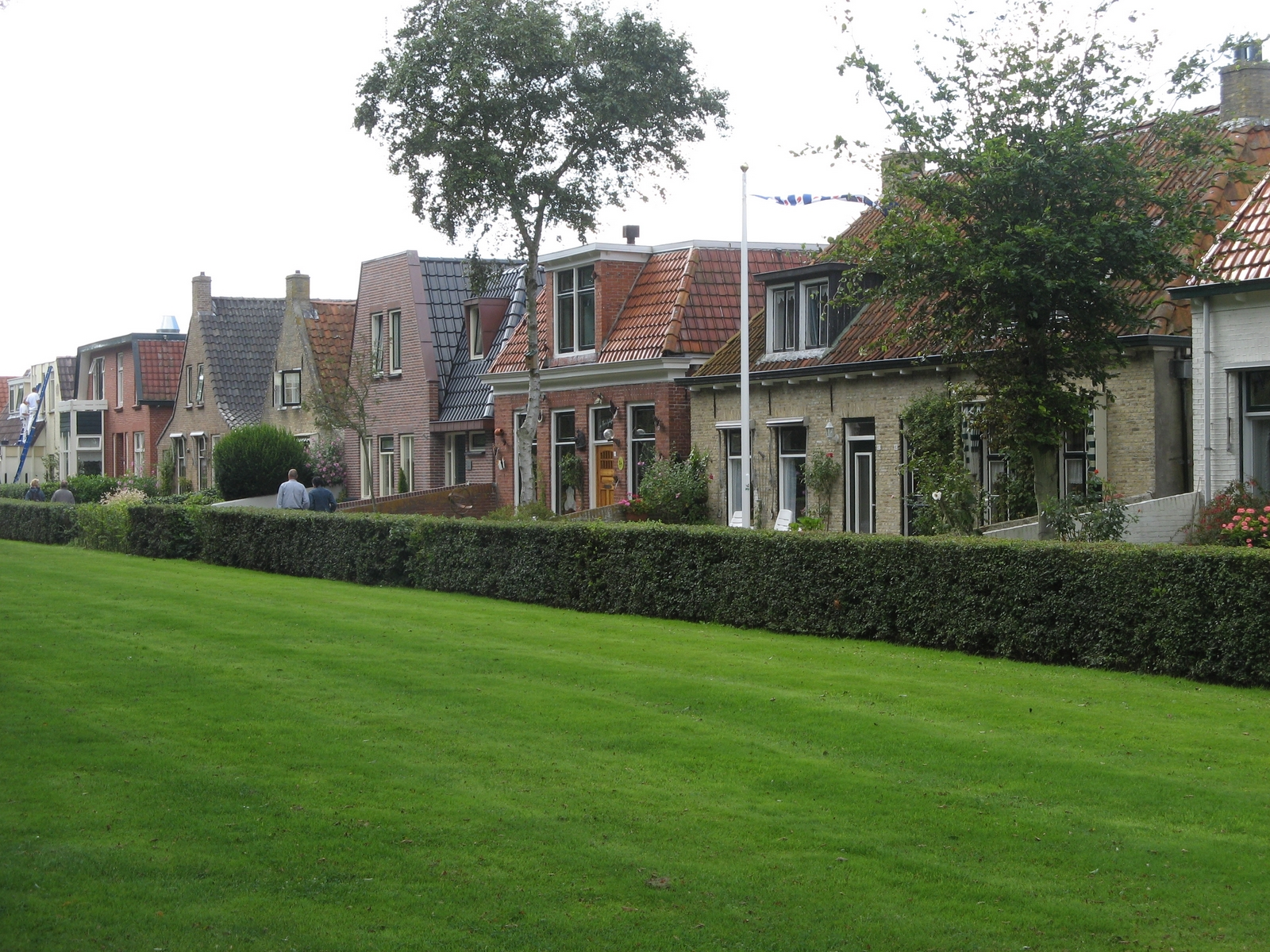
Straße im Ortskern
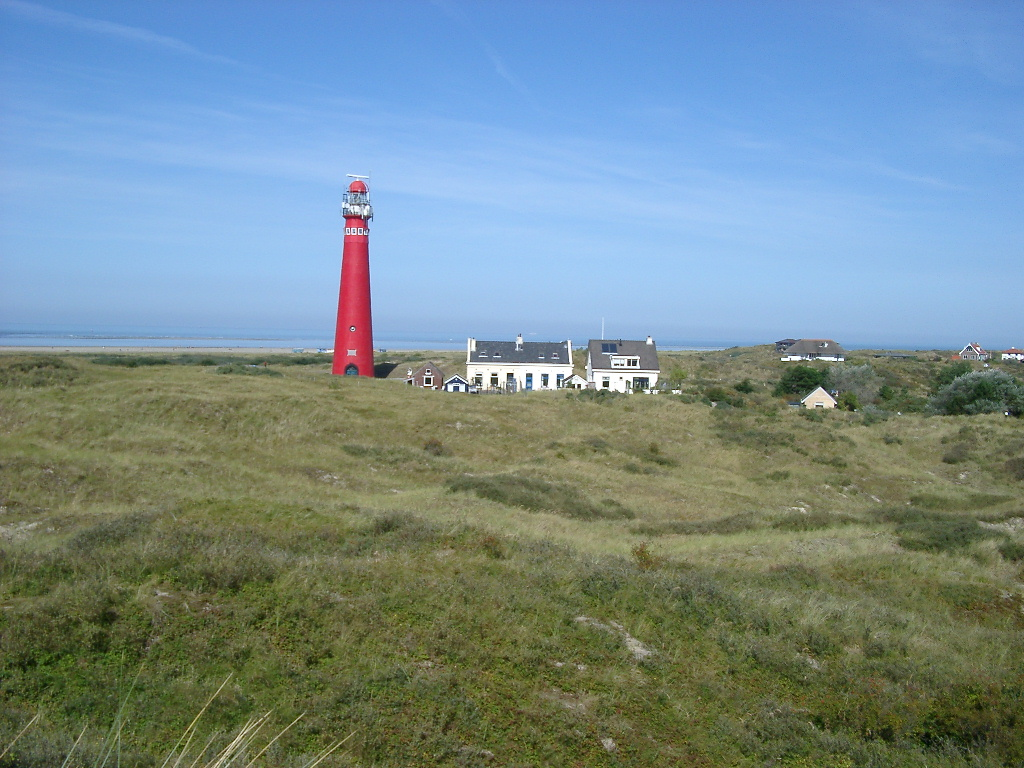
Noordertoren
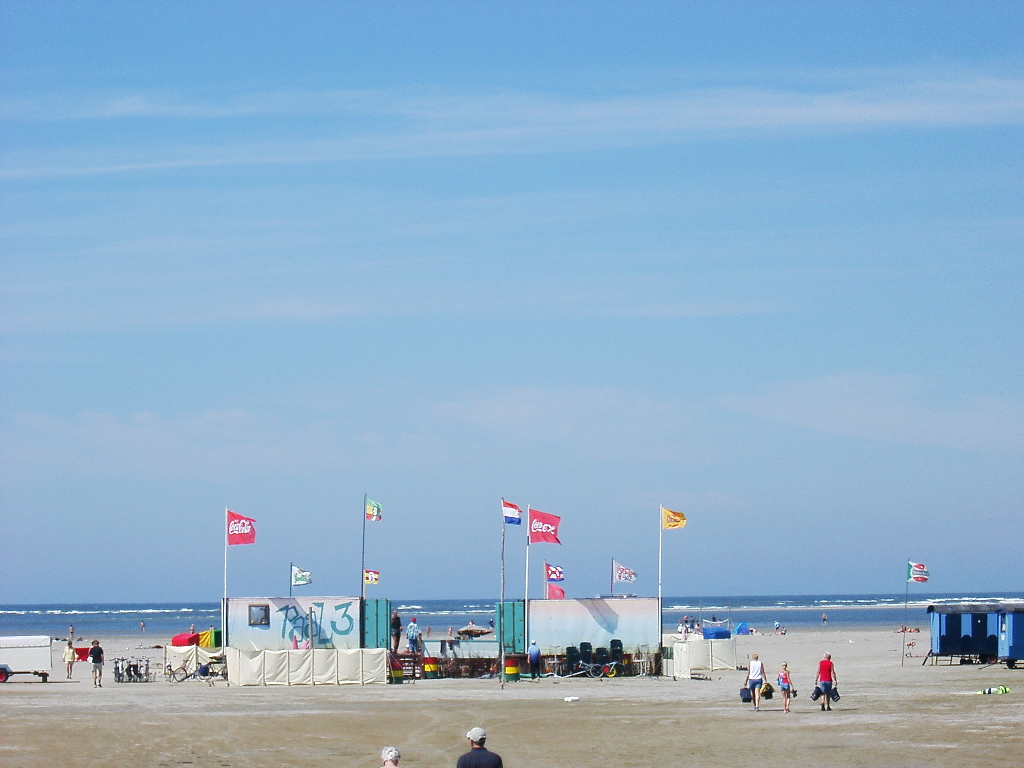
Strandabschnitt bei Paal3